# Alectra parasitica
Alectra parasitica är en snyltrotsväxtart. Alectra parasitica ingår i släktet Alectra och familjen snyltrotsväxter.

## Underarter
Arten delas in i följande underarter:
- A. p. chitrakutensis
- A. p. parasitica